# Большеногая мышиная тимелия
Большеногая мышиная тимелия (лат. Illadopsis puveli) — вид птиц из семейства земляных тимелий. Выделяют два подвида.

## Распространение
Обитают в Бенине, Камеруне, Демократической Республике Конго, Кот-д’Ивуаре, Гамбии, Гане, Гвинее, Гвинее-Бисау, Либерии, Мали, Нигерии, Сенегале, Сьерра-Леоне, Южном Судане, Того и Уганде.

## Описание
Длина тела 17—18 см, вес 38—52 г. Представители номинативного подвида имеют коричнево-рыжевато-коричневое темя с размытыми тёмными пятнами, верхние части тела, включая верхнюю часть крыла рыжевато-коричневые, хвост темнее.

## Биология
Миграций не совершают. Питаются беспозвоночными, в том числе муравьями и пауками.

## Охранный статус
МСОП присвоил виду охранный статус LC.